# PHX Arena
La PHX Arena (conosciuta fino al 2006 come America West Arena ed in seguito, dopo la fusione di America West Airlines con US Airways, US Airways Center e successivamente noto come Talking Stick Resort Arena fino al 2020 per poi essere noto come PHX Arena, nel 2021 come Phoenix Suns Arena e dal 2022 al 2025 come Footprint Center Sport) è un palazzetto dello sport polivalente situato a Phoenix, Arizona.

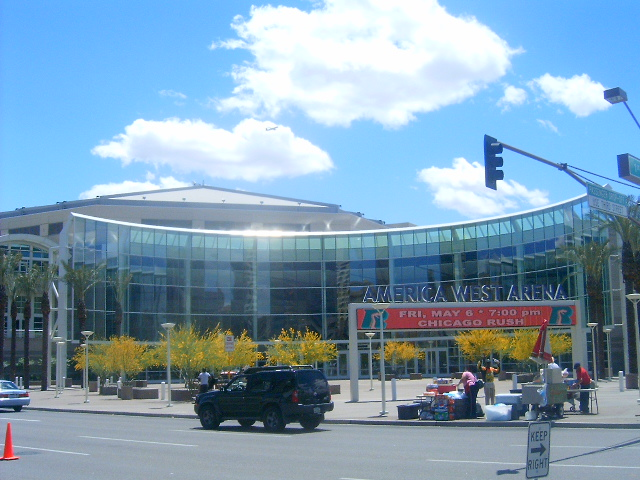
L'arena nel 2006 sotto il nome di America West Arena

Il Footprint Center ospita i Phoenix Suns di NBA, le Phoenix Mercury di WNBA e gli Arizona Rattlers di AFL. Fino al 1997 ospitava anche gli Arizona Sandsharks della Continental Indoor Soccer League.
Nel 1995 e nel 2009 l'arena ospitò l'NBA All-Star Game. Inoltre si sono tenuti qui WWE SummerSlam 2003, WWE Judgment Day del 2006 e WWE Money in the Bank 2012
La squadra NHL dei Phoenix Coyotes ha giocato qui dal 1996 al 2003, tuttavia con diversi problemi: inizialmente l'arena infatti non prevedeva lo spazio necessario per un campo regolamentare da hockey, ma era disegnata principalmente per il basket, il cui campo è più piccolo. Di conseguenza, la visuale da diverse zone dell'arena risultava ostruita. I Coyotes cercarono di risolvere questo problema aggiungendo un secondo maxi-schermo nelle zone dove la visuale risultava particolarmente ostruita, e coprendo alcuni posti, riducendo però così la capacità di circa 2.000 posti. In seguito a tutti questi problemi, i Coyotes decisero di spostarsi nella Gila River Arena a Glendale, nella zona suburbana di Phoenix, a partire dalla stagione 2003-2004.